# Aphloiaceae
Aphloiaceae Takht. 1985, es una familia monotípica de plantas de flores. Contiene un único género Aphloia con dos especies Aphloia minima Baker y Aphloia theiformis (Vahl) Benn, de arbustos y pequeños árboles nativos del este de África, Madagascar,  islas Mascareñas y las Seychelles.
El género Aphloia fue descubierta por  Bennett in 1840 e incluida en Flacourtiaceae, donde la mayoría de las clasificaciones la incluyen hasta que Takhtajan reorganizó su emplazamiento y le asignó su propia familia Aphloiaceae en Violales para emplazarla. En 2003 el sistema APG II  incluyó Aphloiaceae en las Rosids sin orden específico. Matthews & Endress (2005) y Stevens (2006) le asignaron definitivamente el orden Crossosomatales.